# Jamberoo
Genre
Jamberoo est un genre d'araignées aranéomorphes de la famille des Stiphidiidae.

## Distribution
Les espèces de ce genre sont endémiques d'Australie. Elles se rencontrent en Nouvelle-Galles du Sud, dans le Territoire de la capitale australienne et au Victoria.

## Liste des espèces
Selon World Spider Catalog (version 17.0, 11/05/2016) :
- Jamberoo actensis Gray & Smith, 2008
- Jamberoo australis Gray & Smith, 2008
- Jamberoo boydensis Gray & Smith, 2008
- Jamberoo johnnoblei Gray & Smith, 2008

## Publication originale
- Gray & Smith, 2008 : A new subfamily of spiders with grate-shaped tapeta from Australia and Papua New Guinea (Araneae: Stiphidiidae: Borralinae). Records of the Australian Museum, vol. 60, p. 13-44 (texte intégral).